# Biegunowa prędkości
Biegunowa prędkości – krzywa będąca wykresem prędkości w funkcji innej prędkości czyli biegunowa. Opisuje opadanie statku powietrznego cięższego od powietrza w zależności od jego prędkości w poziomym ruchu postępowym (tzw. prędkości postępowej). Opisuje głównie właściwości profilu skrzydła, ale w przypadku całego statku powietrznego wykres ten odzwierciedla zwiększony opór powodowany przez kadłub i inne części, a w związku z tym większe prędkości opadania niż mogłoby mieć samo długie skrzydło.
Charakterystyczne punkty biegunowej to:
- Prędkość minimalna, poniżej której siła nośna ma zbyt małą wartość by zrównoważyć siłę ciążenia i szybowiec wolniej nie może lecieć. Zacznie się rozpędzać lub wpadnie w korkociąg i w efekcie też nabierze prędkości. Samolot może lecieć nieco wolniej korzystając z mocy silnika ("wisząc na śmigle").
- Prędkość ekonomiczna, przy której opadanie jest najmniejsze (największa długotrwałość lotu).
- Prędkość optymalna, przy której stosunek prędkości postępowej do prędkości opadania ma największą wartość. Można ją wyznaczyć rysując styczną do biegunowej z początku układu współrzędnych (największy zasięg).
- Prędkość maksymalna, ograniczona wytrzymałością konstrukcji statku powietrznego.

Biegunowa prędkości wyznacza zasięg statku powietrznego bez napędu, przy różnych prędkościach, poruszającego się w spokojnym powietrzu. Przykładowo zasięg 1 do 32 przy prędkości 90 km/h. Oznacza to, że z 1 km wysokości można przelecieć 32 km lecąc z prędkością 90 km/h. Zasięg 1 do 25 przy prędkości 120 km/h. Z tej samej wysokości przy prędkości 120 km/h szybowiec przeleci mniej, już tylko 25 km. Najlepszy zasięg teoretycznie możliwy do osiągnięcia w spokojnym powietrzu, przy prędkości optymalnej jest wskaźnikiem doskonałości statku powietrznego. Najlepsze szybowce osiągają wskaźnik doskonałości około 1:60 (rekord należy do szybowca Eta - 72). Przy takich wartościach kąt pod jakim ślizga się szybowiec jest bardzo mały i zmierzenie tej wartości w locie jest trudne, ponieważ wpływ na pomiar mają niewielkie ruchy powietrza. 

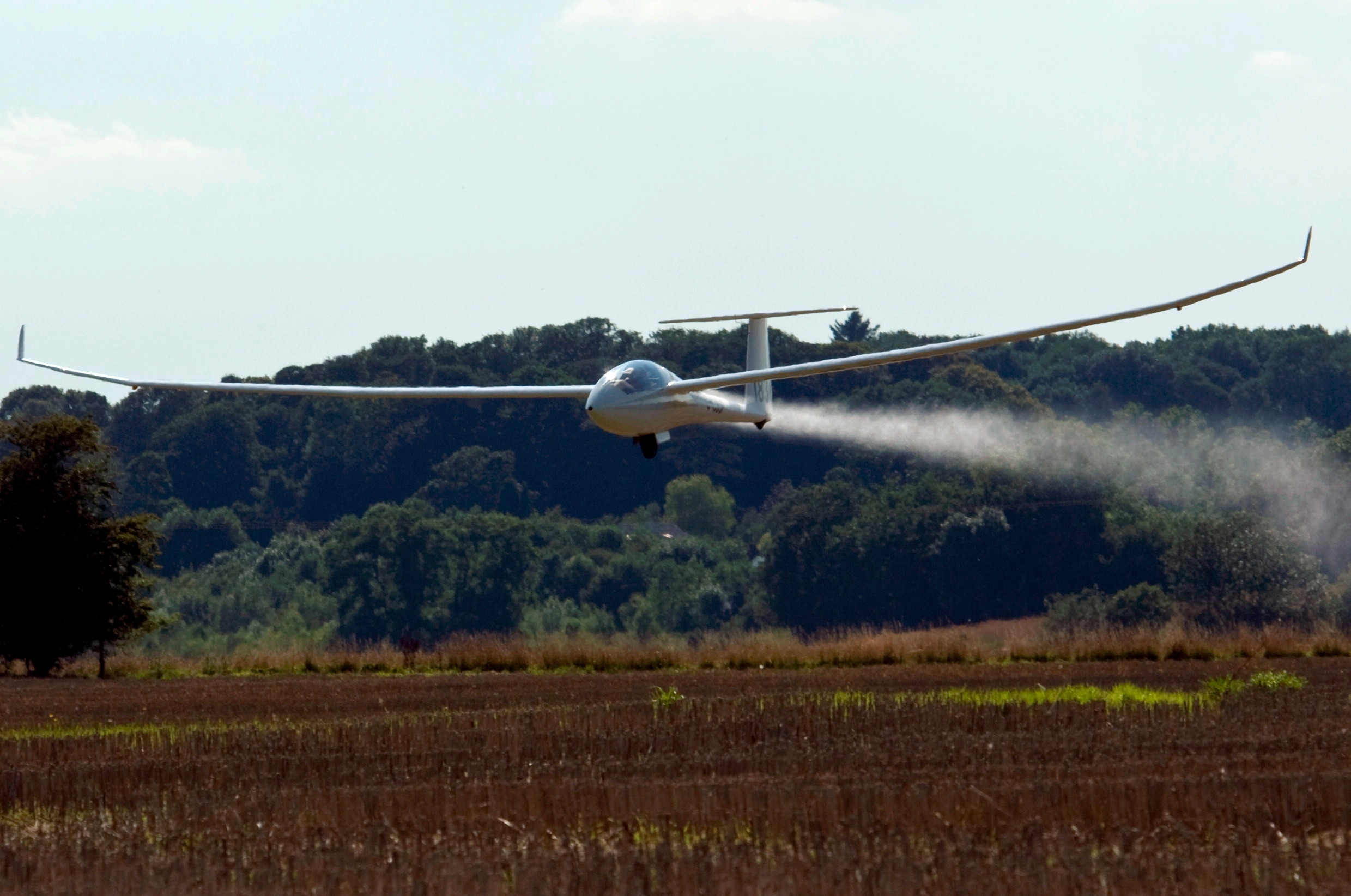
Szybowiec Ventus 2 zrzucający balast przed lądowaniem.

Wzrost ciężaru statku powietrznego (przy zachowanych innych parametrach) powoduje (w przybliżeniu) proporcjonalny wzrost prędkości opadania i postępowej. Dla szybowców oznacza to że doskonałość pozostaje niezmieniona, ale osiągana jest (prędkość optymalna) przy większej prędkości postępowej. Zjawisko to jest wykorzystywane w zawodach szybowcowych, gdzie szybowce w tym celu balastowane są wodą. Ponieważ jednak prędkość ekonomiczna (najwolniejszego opadania) zwiększa się wtedy w tej samej proporcji, szybowiec nie może wykorzystywać słabych noszeń. 
Biegunowa prędkości w statkach powietrznych z napędem określa moc potrzebną do lotu. Moc ta zależy  od prędkości opadania, która zmienia się zgodnie z biegunową w zależności od prędkości postępowej, oraz zależy od ciężaru samolotu. Najmniej mocy potrzeba do lotu przy prędkości ekonomicznej, przy której opadanie w locie bez napędu jest najmniejsze.